# Salwa Mahmasani Moumina
Salwa Mahmasani Moumina, född 1908, död 1957, var en libanesisk kvinnorättsaktivist. Hon var en av förgrundsfigurerna och pionjärerna i den tidigare libanesiska kvinnorörelsen. 